# Johanniterkommende Tobel

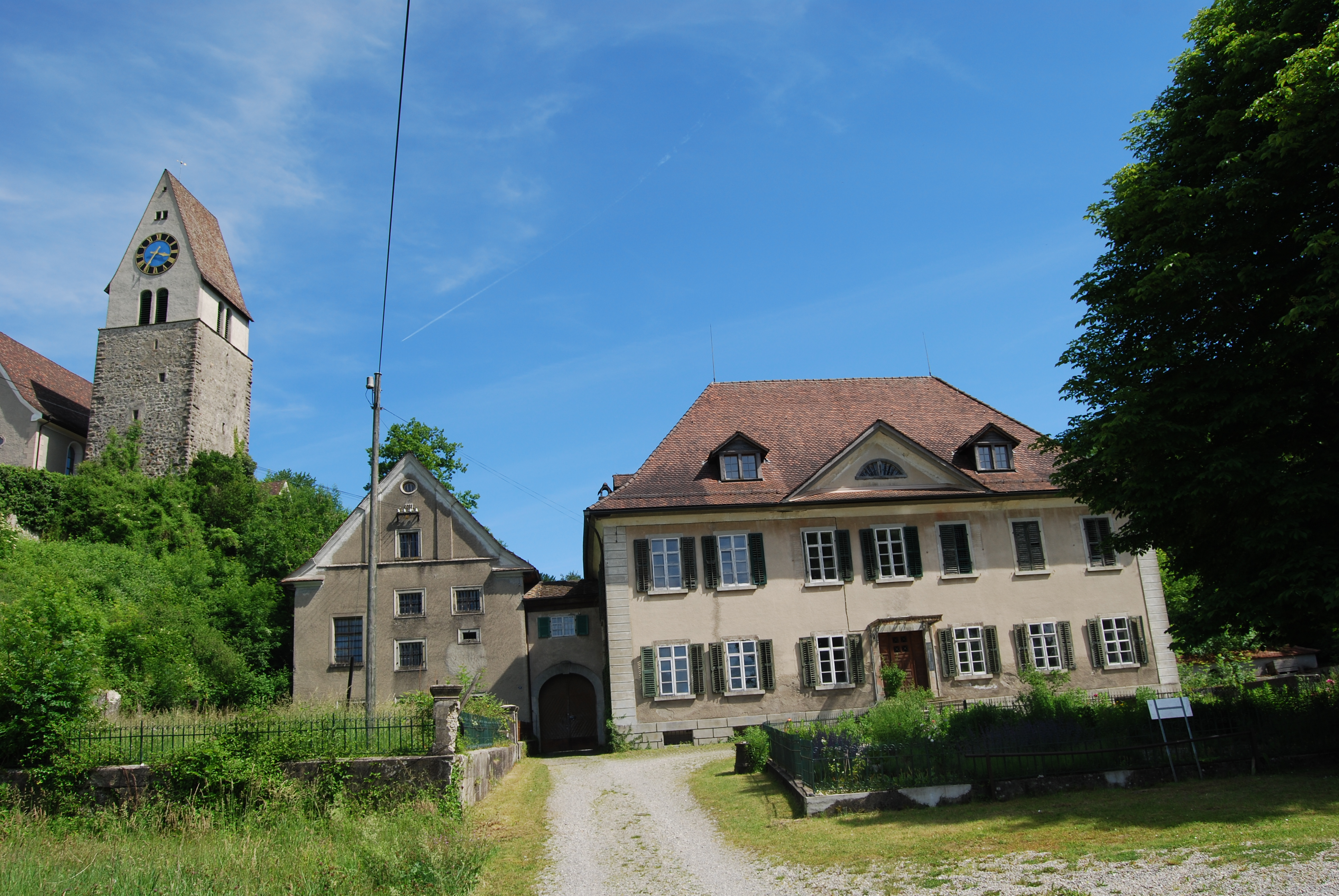
Komturei Tobel und Kirche St. Johannes

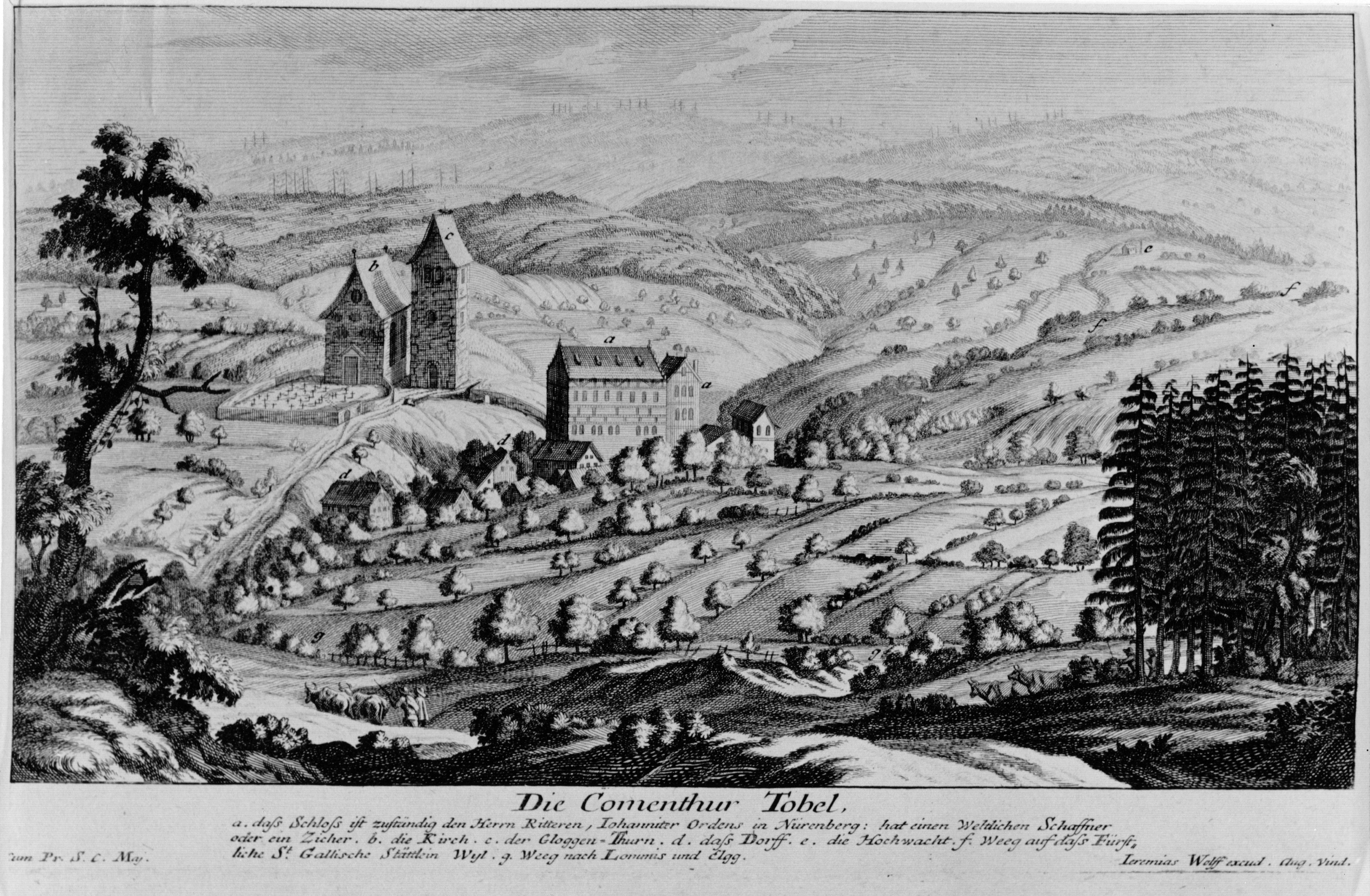
Ansicht der Kommende Tobel zwischen 1706 und 1724 von Jeremias Wolff

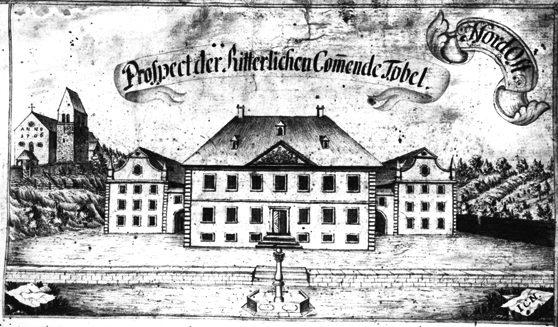
Ansicht der Komturei Tobel nach dem Neubau von 1747

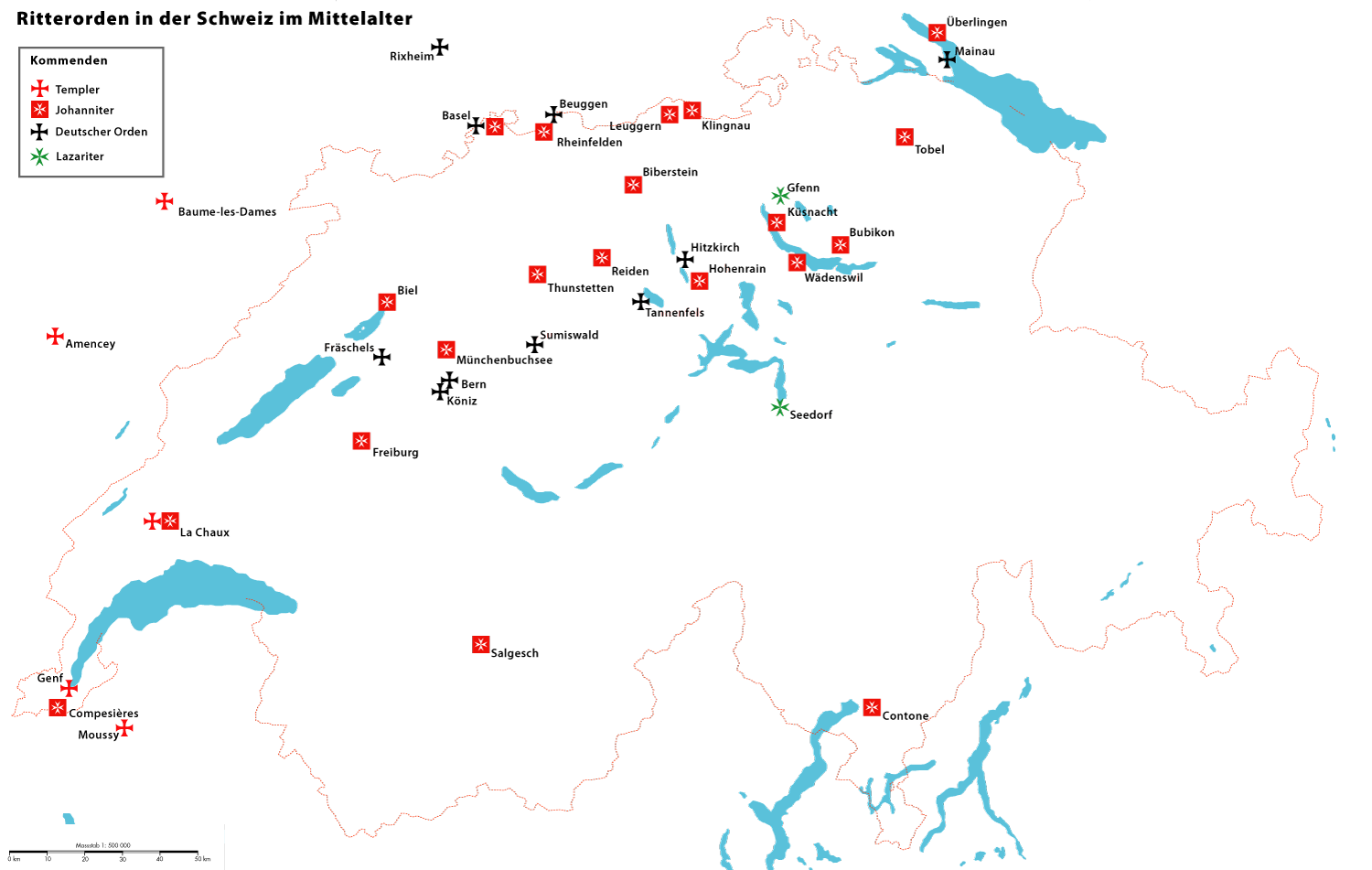
Karte der Niederlassungen der Ritterorden in der Schweiz im Mittelalter

Die Komturei Tobel in der heutigen Gemeinde Tobel-Tägerschen im schweizerischen Kanton Thurgau war von 1228 bis 1809 eine Kommende des Johanniterordens. In der internen Verwaltungsordnung des Ordens war Tobel dem Grosspriorat Deutschland unterstellt.

## Geschichte
Die Kommende Tobel wurde wie diejenige von Bubikon im heutigen Kanton Zürich von den Grafen von Toggenburg gegründet und liegt wie Bubikon an der Pilgerstrasse (Schwabenweg) von Konstanz nach Einsiedeln. Die Kommende lag am südöstlichen Rand des alten Dorfes Tobel. Der Überlieferung gemäss war die Stiftung der Kommende ein Sühneakt von Graf Diethelm I. von Toggenburg für den Brudermord auf der benachbarten Burg Rengerswil. Zur Stiftung gehörten auch die Burgen Heitnau und Allenwinden.
Die Kommende bildete mit den Dörfern Tobel, Tägerschen, Affeltrangen, Zezikon, Buch, Märwil, Braunau und Herten die eigenständige Gerichtsherrschaft Tobel in der Grafschaft Thurgau. Sie diente vor allem als Pilgerherberge. Die Güter der Kommende lagen hauptsächlich im Thurgau und umfassten auch die Kirchensätze in Tobel, Affeltrangen, Märwil, Dreibrunnen, Braunau, Wuppenau, Wängi und Bussnang. Während der Appenzellerkriege und der Reformation wurden die Gebäude der Kommende beschädigt. Obwohl das Dorf Tobel katholisch blieb, musste der Orden nach 1529 in Teilen seiner Gebiete reformierte Pfarrer einsetzen und es kam wiederholt zu Auseinandersetzungen mit den reformierten Untertanen.
Im 18. Jahrhundert wurde die lange vernachlässigte Kommende renoviert und diente vor allem der Versorgung von Malteserrittern aus dem süddeutschen Adel. 1806 wurde die Kommende Tobel aufgehoben und 1809 vom Kanton Thurgau übernommen. Das Wappen der Gemeinde Tobel-Tägerschen nimmt bis heute auf das Wappen des Johanniterordens Bezug.

## Gebäude
Die Kirche der Kommende wurde 1706 abgebrochen und an ihrem heutigen Standort etwas erhöht über der Anlage wieder aufgebaut. Sie dient heute als Pfarrkirche St. Johannes der katholischen Kirchgemeinde. Der Bergfried wird als Glockenturm genutzt. 1744–1747 wurden die übrigen Gebäude der Komturei vom Architekten Johann Caspar Bagnato durch eine Dreiflügelanlage ersetzt, die wie der grösste Teil der anderen Gebäude der Kommende erhalten geblieben ist. Der Kanton Thurgau richtete in Tobel 1811 ein kantonales Zucht- und Arbeitshaus bzw. ein Gefängnis ein, das bis 1973 bestand. Nach dessen Auflösung wurden mehrere Gebäude abgerissen.

## Stiftung Komturei Tobel
Seit 2004 bemühte sich der Verein «Komturei Tobel» um eine sinnvolle Nutzung und Erhaltung der heruntergekommenen Gebäude. 2005 beschloss der Kanton Thurgau die Gebäude mit einem Stiftungsvermögen von 2,9 Mio. Franken an die Stiftung «Komturei Tobel» zu übergeben. Die Stiftung wurde am 21. März 2006 gegründet. 2007 konnte als erstes Projekt der Stiftung die Pilgerherberge wiedereröffnet werden, die mittlerweile aber wieder geschlossen wurde.